# Esfera de influência (astrodinâmica)
Em mecânica celeste e astrodinâmica, a esfera de influência de um corpo celeste que está em órbita em torno de outro corpo de massa maior é definida através dos pontos interiores a uma esfera, cujo raio (raio de influência) é definido pela primeira aproximação na solução do problema dos três corpos.
De forma simplificada, sejam S o primário e P o corpo do qual se deseja determinar o raio de influência. O raio de influência é a distância a P na qual considerar o movimento de um terceiro corpo como orbitando o primário S ou como orbitando o corpo P produz o mesmo termo de erro na equação do movimento.
Sua fórmula algumas vezes se apresenta como:
{\displaystyle r_{inf}=a_{p}({\frac {m_{p}}{m_{s}}})^{2/5}}
ou como :
{\displaystyle r_{inf}=a_{p}({\frac {1}{2}})^{1/5}\ ({\frac {m_{p}}{m_{s}}})^{2/5}}
em que:
{\displaystyle a_{p}} é o semi-eixo maior da órbita de P em torno de S
{\displaystyle m_{p}} e {\displaystyle m_{s}} são as massas, respectivamente, de P e S.